# Proctacanthus lerneri
Proctacanthus lerneri là một loài ruồi trong họ Asilidae. Proctacanthus lerneri được Curran miêu tả năm 1951. Loài này phân bố ở vùng Tân nhiệt đới.